# Westminster (Maryland)
Westminster – miasto w stanie Maryland, w Stanach Zjednoczonych, siedziba administracyjna hrabstwa Carroll. Według spisu ludności w roku 2000 miasto miało 16 731 mieszkańców.

## Miasta partnerskie
- Paide, Estonia